# D.H. Peligro
D.H. Peligro, pseudoniem van Darren Henley (St. Louis (Missouri), 9 juli 1959 – Los Angeles, 28 oktober 2022) was de derde drummer van de punkband Dead Kennedys van februari 1981 tot hun breuk in december 1986. Hij was te horen op de albums Plastic Surgery Disasters, Frankenchrist en Bedtime for Democracy. Ook werkte hij voor Jungle Studs, Red Hot Chili Peppers, Nailbomb, Feederz, Lock-Up, The Two Free Stooges en SSI.
Peligro overleed op 28 oktober 2022 aan hoofdletsel als gevolg van een val in zijn woning. Hij werd 63 jaar oud.
- Gemeinsame Normdatei: 1065640900
- International Standard Name Identifier: 0000 0004 4355 6199
- Library of Congress Control Number: n2014070438
- MusicBrainz: af1735a0-8e58-41f7-a091-03d2578e9a51
- Virtual International Authority File: 311767168
- WorldCat: E39PBJht6gpxwYv846VgrjhJXd